# War Heroes
| Recensione               | Giudizio |
| ------------------------ | -------- |
| AllMusic                 | [ 1 ]    |
| Christgau's Record Guide | B        |

War Heroes è il sesto album in studio di Jimi Hendrix, pubblicato postumo dopo la morte del chitarrista il 1º ottobre 1972 in Gran Bretagna e nel dicembre 1972 negli Stati Uniti.

## Il disco
Si tratta del terzo album pubblicato dopo la morte di Hendrix e venne prodotto, mixato e completato da Eddie Kramer e John Jansen. Sebbene Hendrix produsse molti dei brani presenti sul disco, il suo contributo non viene accreditato.
War Heroes contiene le tre rimanenti tracce previste per l'inclusione in First Rays of the New Rising Sun che non erano state incluse in The Cry of Love e Rainbow Bridge: Stepping Stone, Izabella e Beginnings (indicata su War Heroes come Beginning).
L'album raggiunse la posizione numero 23 nella classifica britannica Official Albums Chart e la numero 48 nella statunitense Billboard 200.
La versione CD di War Heroes è ormai fuori catalogo da diversi anni e non più disponibile nei normali canali distributivi.

## Tracce
Tutti i brani sono opera di Jimi Hendrix, eccetto dove indicato.
1. Bleeding Heart - 3:18
2. Highway Chile - 3:34 (versione stereo)
3. Tax Free (Bo Hansson, Janne Karlsson) - 4:58
4. Peter Gunn Catastrophe (Henry Mancini, Hendrix) - 2:20
5. Stepping Stone - 4:11
6. Midnight - 5:35
7. 3 Little Bears - 4:16
8. Beginning (Mitch Mitchell) - 4:13
9. Izabella - 2:51

## Formazione
- Jimi Hendrix: voce, chitarra elettrica, basso nella traccia 1, cori in Izabella
- Mitch Mitchell: batteria
- Billy Cox: basso
- Noel Redding: basso in Highway Chile, Tax Free & Midnight

## Dettagli di registrazione
- Traccia 1 registrata ai Record Plant Studios di New York City, New York, USA il 24 marzo 1970
- Traccia 2 registrata agli Olympic Studios di Londra, Inghilterra il 3 aprile 1967
- Traccia 3 registrata ai Record Plant Studios il 1º maggio 1968
- Traccia 4 registrata ai Record Plant Studios il 14 maggio 1970
- Traccia 5 registrata ai Record Plant Studios il 14 novembre 1969
- Traccia 6 registrata agli Olmstead Studios il 3 aprile 1969
- Traccia 7 registrata ai Record Plant Studios il 2 maggio 1968
- Traccia 8 registrata agli Electric Lady Studios di New York City, New York, USA il 16 giugno e/o il 1º luglio 1970
- Traccia 9 registrata al The Hit Factory di New York City, New York, USA il 28 e 29 agosto 1969